# 감압 접착제
감압 접착제(Pressure sensitive adhesive, PSA)란 접착제를 접착면과 접착시키기 위한 압력이 가해질 때 접착물질이 작용하는 접착제이다. 어떤 용매나 물, 열도 접착제를 활성화시키는 데 필요치 않다. 감압 접착제는 감압 접착 테이프 라벨, 메모장, 자동차 장식물 등 다양한 곳에서 쓰인다.
‘감압(pressure sensitive)’이라는 이름이 암시하듯, 접착의 강도는 접착제가 표면에 적용되도록 하는 압력의 양에 영향을 받는다.
부드러움, 표면 에너지(surface energy), 오염물질의 제거 상태 등과 같은 표면인자(surface factors)들 또한 적절한 접착을 생성하는 데에 중요하다.
감압 접착제는 대개 상온에서 적절한 접착력과 지속력을 유지하도록 제작된다. 하지만 전형적으로 낮은 온도에서는 접착력을 잃거나 접착력이 감소하고 높은 온도에서는 전단 저항력이 감소한다. 낮은 온도나 높은 온도에서도 정상적으로 작동하도록 만들어진 접착제들도 있다. 그러므로 사용이 예정된 곳의 상태에 따라 제작된 접착제 배합법을 선택하는 것이 중요하다.

## 구조 접착제와 감압 접착제
접착제는 크게 구조 접착제와 감압 접착제로 나눌 수 있다. 지속적인 접착을 생성하기 위해 구조 접착제는 용제의 기화(목재용 풀), 자외선 복사 반응(치의학용 접착제), 화학 반응(이액형 에폭시) 또는 냉각방식(속건성 접착제) 등을 통해 굳어진다.
이에 반해, 감압식 접착제는 단순히 접착제를 접착면과 부착시키기 위한 가벼운 압력만을 이용하여 접착한다. 감압식 접착제는 흐름 경향과 흐름 저항 사이의 균형에 맞춰 제작된다. 접착제가 접착면을 흐르거나 적실 수 있을 만큼 충분히 부드럽기 때문에 접착이 생성된다. 또한, 응력이 접착제에 가해졌을 때 흐름을 견딜 수 있을 만큼 단단하기 때문에 단단하게 접착할 수 있다. 접착제와 접착면이 가까워지면 접착 강도를 강하게 하는데 상당히 기여하는 반 데르 발스 힘과 같은 분자 반응이 일어난다. 감압 접착제는 점성과 탄성의 특성을 보이는데, 이 두 성질은 접착이 원활히 되는 데 기여한다.
접착강도가 중첩 전단 강도로 측정되는 구조 접착제와는 반대로, 감압 접착제는 전단 저항력의 특성으로 구분된다. 전단 저항력은 접착제의 조합법과 코팅 두께, 표면 상태, 온도 등과 연관이 있다.

## 응용

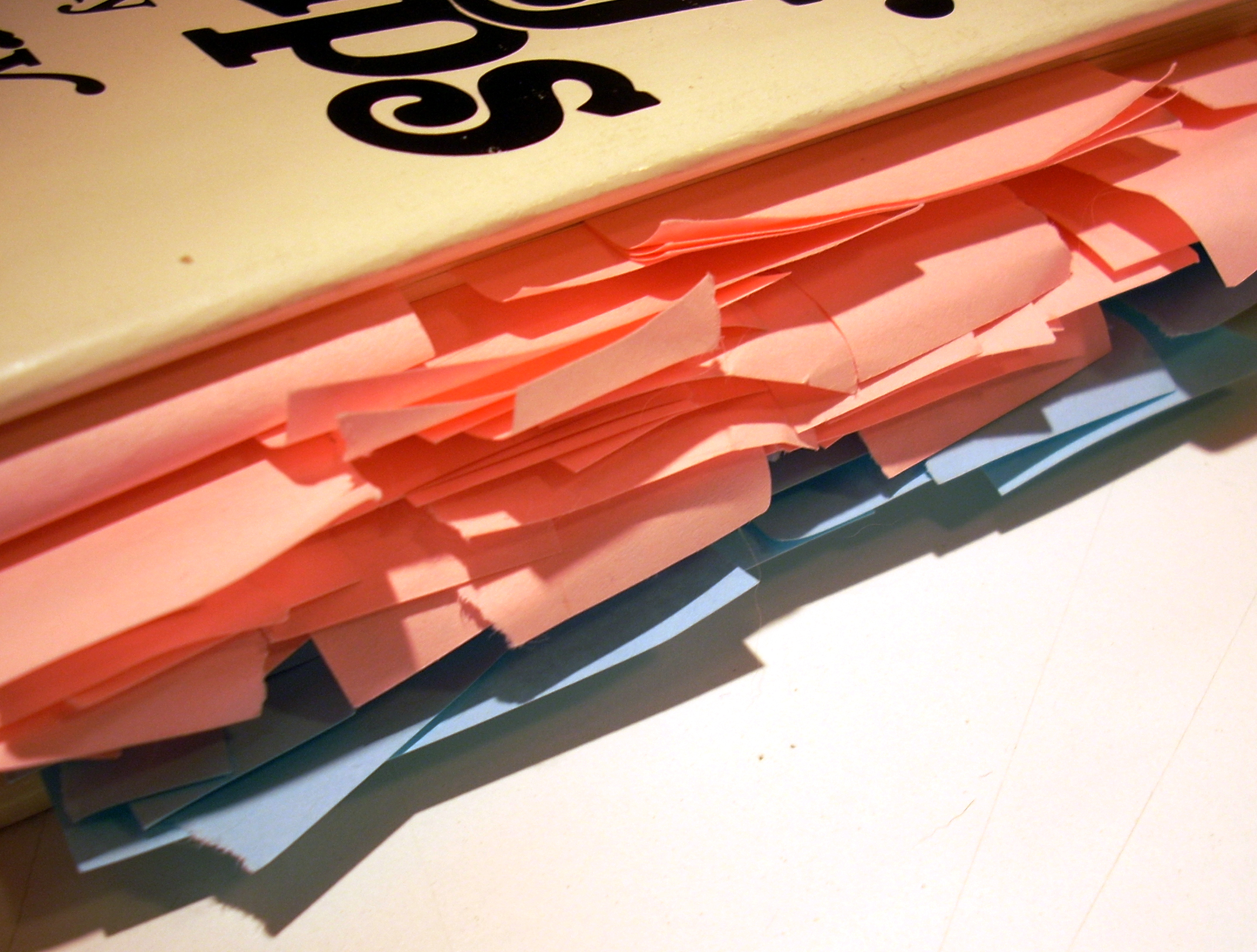
포스트잇

감압 접착제는 영구적이거나 제거 가능한 접착이 필요한 곳에 맞춰 제작된다. 영구적인 접착이 필요한 곳을 예로 들면, 전원 장치의 안전 라벨이나 HVAC 배관 작업을 위한 호일 테잎, 자동차 인테리어 장식의 결합, 소리/진동 감쇠 필름 등이 있다. 몇몇 고급 영구 감압 접착제는 높은 온도에서도 접착면 1에서 수 킬로그램을 지탱할 수 있을 정도로 높은 접착력을 보여주기도 한다. 영구 감압 접착제도 접착 초기에는 제거가 가능하다(잘못 라벨링 된 상품을 다시 붙이는 것과 같이). 하지만 접착 이후 몇 시간 혹은 몇 일 이후에는 영구적으로 접착된다.
제거 가능한 접착제는 일시적인 접착력을 가지도록 제작된다. 이상적으로는 몇 달 혹은 몇 년 뒤에도 잔여물을 접착면에 남기지 않고 제거할 수 있다. 제거 가능한 접착제는 표면 보호 필름, 마스킹 테이프, 책갈피, 포스트잇, 가격 표시 라벨, 광고용 그래픽 재료, 그리고 피부 접촉 물질(상처 치료용 붕대, 심전도 검사, 운동 선수용 테잎, 진통제, 경피투여 패치 등)등에 이용된다. 몇몇 제거 가능한 접착제들은 반복적으로 제거와 부착이 가능하도록 제작된다. 보통 이런 종류의 접착제들은 낮은 접착력을 가지며 큰 중량을 견딜 수 없다.

## 생산
감압식 접착제는 액체 캐리어 형태 혹은 100% 고체 형태로 제작된다. 테이프나 라벨과 같은 물품들은 접착제를 지지대 부분에 코팅하고 유기 용매나 워터 캐리어를 뜨거운 공기를 이용하는 건조기를 이용하여 증발 시키는 방식으로 액체 감압 접착제를 이용하여 만들어진다. 건조된 접착제는 교차 결합을 생성하고 분자 중량을 증가시키기 위해 더 가열된다. 100% 고체 감압 접착제에는 코팅이 되면서 복사를 받아 분자 질량이 증가하고 접착제가 생산되는 낮은 점도의 폴리머로 된 것들도 있다. 또는, 높은 점성을 갖고 가열되면서 코팅이 될 수 있을만큼 점성이 낮아지고 식으면서 최종 형태로 고정되는 것들도 있다(핫 멜트 형 접착제, HMPSA).

## 성분
감압 접착제는 대개 적합한 점착제(로진 에스터 등)로 구성된 탄성 중합체에 기초하여 만들어진다. 탄성 중합체의 성분으로는 점착제가 필요 없이도 충분한 접착력을 갖는 아크릴화 수지, 뷰틸 고무, 높은 초산 비닐 성분을 갖고 있고 핫 멜트 감압 접착제를 만드는 데 쓰이는 에틸렌 초산 비닐 수지(EVA), 천연 고무, 니트릴(Nitriles), 단일작용기를 가진 트리메틸 실레인("M")과 4개의 작용기를 가진 사염화 규소("Q")로 이루어진 "MQ" 규산화 수지를 성분으로 하는 특별한 점착제를 필요로 하는 실리콘 고무, 스타이렌 블록 혼성 중합체(SBC), 비닐 에테르 등이 있다.

## 같이 보기
- 포스트잇
- 유변학
- 점탄성